# Tomasz Brzyski
Tomasz Brzyski (ur. 10 stycznia 1982 w Lublinie) – polski piłkarz, w latach 2000–2023 występujący na pozycji obrońcy, w latach 2010–2014 reprezentant Polski.

## Kariera klubowa
Tomasz Brzyski karierę piłkarską rozpoczynał w Lubliniance, w której barwach zadebiutował w III lidze. W przerwie zimowej sezonu 2002/2003 trafił do Orląt Radzyń Podlaski, w których przez następne półtora roku zdobył siedem goli. Latem 2004 został wypożyczony do pierwszoligowego Górnika Łęczna. Na najwyższym szczeblu rozgrywkowym zadebiutował 21 sierpnia w przegranym 0:1 meczu z Polonią Warszawa. W rundzie jesiennej zaliczył jeszcze jeden pojedynek w I lidze – zagrał w spotkaniu przeciwko Legii Warszawa, w którym na boisku pojawił się w 77. minucie, zmieniając Ireneusza Kościelniaka.
Po zakończeniu rundy jesiennej sezonu 2004/2005 wygasło wypożyczenie Brzyskiego do Górnika Łęczna. W styczniu 2005 podpisał on umowę z beniaminkiem II ligi, Radomiakiem Radom. W nowym klubie zadebiutował 20 marca w wygranym 1:0 spotkaniu z Górnikiem Polkowice, grając w nim do 89. minuty. Szybko wywalczył sobie miejsce w pierwszej jedenastce, również w sezonie 2005/2006, w którym radomski klub spadł do III ligi, był podstawowym zawodnikiem Radomiaka – rozegrał łącznie 38 meczów, w których strzelił dwie bramki.
W lipcu 2006 Brzyski podpisał czteroletni kontrakt z Koroną Kielce, który miał obowiązywać od 1 stycznia 2007. Działacze kieleckiego klubu doszli do porozumienia z władzami Radomiaka i piłkarz już przed sezonem 2006/2007 zasilił Koronę. W jej barwach zadebiutował 6 sierpnia w zremisowanym 0:0 spotkaniu z Wisłą Płock, w całych rozgrywkach rozegrał łącznie 25 meczów. Nie był jednak podstawowym zawodnikiem kielczan – regularnie występował jedynie w Pucharze Ekstraklasy. W Pucharze Polski zaliczył trzy spotkania, a kielecki klub dotarł w nim do finału, w którym uległ 0:2 Dyskobolii Grodzisk Wlkp..
W rundzie jesiennej sezonu 2007/2008 Brzyski wystąpił w trzech meczach Korony. W styczniu 2008 podpisał trzyletnią umowę z Ruchem Chorzów. W barwach nowego klubu szybko wywalczył sobie miejsce w podstawowym składzie i przez dwa lata rozegrał w nim 59 meczów ligowych. Zdobył także swoją pierwszą bramkę w najwyższej klasie rozgrywkowej – dokonał tego 19 października 2008, przyczyniając się do zwycięstwa nad Lechem Poznań. 18 stycznia 2010 Polonia Warszawa wykupiła Brzyskiego za kwotę odstępnego zawartą w kontrakcie. Piłkarz, który podpisał ze stołecznym klubem trzyletni kontrakt, w rundzie wiosennej sezonu 2009/2010 należał do jego najlepszych zawodników. 14 stycznia 2013 rozwiązał za porozumieniem stron umowę z Polonią i jeszcze tego samego dnia został zawodnikiem Legii Warszawa. W sierpniu 2016 jego umowa z Legią została rozwiązana, a pod koniec tego miesiąca zawodnik związał się kontraktem z Cracovią, ważnym do końca sezonu 2016/2017. 4 lipca 2017 podpisał roczny kontrakt z Sandecją Nowy Sącz. 29 czerwca 2018 podpisał kontrakt z Motorem Lublin.
W lutym 2020 został zawodnikiem Lublinianki, a następnie Chełmianki Chełm. W lipcu 2021 powrócił do Lublinianki, w której występował do końca sezonu 2022/2023. Ostatni mecz w karierze rozegrał 17 czerwca 2023, w meczu III ligi Lublinianka – Stal Stalowa Wola, przed jego rozpoczęciem otrzymał koszulkę swojego klubu z nazwiskiem oraz pamiątkową paterę, a schodząc z boiska w 67. minucie spotkania, pożegnany został szpalerem, utworzonym przez piłkarzy obu drużyn.

### Statystyki klubowe
| Klub               | Sezon              | Liga               | Liga  | Liga   | Puchar kraju | Puchar kraju | Europa | Europa | Inne  | Inne   | Suma  | Suma   |
| Klub               | Sezon              | Liga               | Mecze | Bramki | Mecze        | Bramki       | Mecze  | Bramki | Mecze | Bramki | Mecze | Bramki |
| ------------------ | ------------------ | ------------------ | ----- | ------ | ------------ | ------------ | ------ | ------ | ----- | ------ | ----- | ------ |
| Górnik Łęczna      | 2004/2005          | Ekstraklasa        | 2     | 0      | 2            | 0            | –      | –      | –     | –      | 4     | 0      |
| Górnik Łęczna      | Ogólnie            | Ogólnie            | 2     | 0      | 2            | 0            | 0      | 0      | 0     | 0      | 4     | 0      |
| Radomiak Radom     | 2004/2005          | II liga            | 17    | 0      | 0            | 0            | –      | –      | 2     | 0      | 19    | 0      |
| Radomiak Radom     | 2005/2006          | II liga            | 32    | 2      | 5            | 0            | –      | –      | 1     | 0      | 38    | 2      |
| Radomiak Radom     | Ogólnie            | Ogólnie            | 49    | 2      | 5            | 0            | 0      | 0      | 3     | 0      | 57    | 2      |
| Korona Kielce      | 2006/2007          | Ekstraklasa        | 15    | 0      | 3            | 0            | –      | –      | 7     | 0      | 25    | 0      |
| Korona Kielce      | 2007/2008          | Ekstraklasa        | 1     | 0      | 0            | 0            | –      | –      | 2     | 0      | 3     | 0      |
| Korona Kielce      | Ogólnie            | Ogólnie            | 16    | 0      | 3            | 0            | 0      | 0      | 9     | 0      | 28    | 0      |
| Ruch Chorzów       | 2007/2008          | Ekstraklasa        | 13    | 0      | 2            | 0            | –      | –      | –     | –      | 15    | 0      |
| Ruch Chorzów       | 2008/2009          | Ekstraklasa        | 29    | 4      | 6            | 0            | –      | –      | 4     | 0      | 39    | 4      |
| Ruch Chorzów       | 2009/2010          | Ekstraklasa        | 17    | 1      | 0            | 0            | –      | –      | –     | –      | 17    | 1      |
| Ruch Chorzów       | Ogólnie            | Ogólnie            | 59    | 5      | 8            | 0            | 0      | 0      | 4     | 0      | 71    | 5      |
| Polonia Warszawa   | 2009/2010          | Ekstraklasa        | 13    | 1      | 0            | 0            | –      | –      | –     | –      | 13    | 1      |
| Polonia Warszawa   | 2010/2011          | Ekstraklasa        | 25    | 1      | 2            | 0            | –      | –      | –     | –      | 27    | 1      |
| Polonia Warszawa   | 2011/2012          | Ekstraklasa        | 25    | 1      | 1            | 0            | –      | –      | –     | –      | 26    | 1      |
| Polonia Warszawa   | 2012/2013          | Ekstraklasa        | 14    | 3      | 2            | 0            | –      | –      | –     | –      | 16    | 3      |
| Polonia Warszawa   | Ogólnie            | Ogólnie            | 77    | 6      | 5            | 0            | 0      | 0      | 0     | 0      | 82    | 6      |
| Legia Warszawa     | 2012/2013          | Ekstraklasa        | 9     | 1      | 6            | 0            | –      | –      | –     | –      | 15    | 1      |
| Legia Warszawa     | 2013/2014          | Ekstraklasa        | 33    | 0      | 1            | 0            | 8      | 1      | –     | –      | 42    | 1      |
| Legia Warszawa     | 2014/2015          | Ekstraklasa        | 25    | 1      | 4            | 0            | 8      | 1      | –     | –      | 37    | 2      |
| Legia Warszawa     | 2015/2016          | Ekstraklasa        | 23    | 0      | 4            | 1            | 10     | 1      | 1     | 0      | 38    | 2      |
| Legia Warszawa     | 2016/2017          | Ekstraklasa        | 3     | 0      | 1            | 0            | 2      | 0      | 1     | 0      | 7     | 0      |
| Legia Warszawa     | Ogólnie            | Ogólnie            | 93    | 2      | 16           | 1            | 28     | 3      | 2     | 0      | 139   | 6      |
| Cracovia           | 2016/2017          | Ekstraklasa        | 22    | 0      | 0            | 0            | –      | –      | –     | –      | 22    | 0      |
| Cracovia           | Ogólnie            | Ogólnie            | 22    | 0      | 0            | 0            | 0      | 0      | 0     | 0      | 22    | 0      |
| Sandecja Nowy Sącz | 2017/2018          | Ekstraklasa        | 29    | 0      | 0            | 0            | –      | –      | –     | –      | 29    | 0      |
| Sandecja Nowy Sącz | Ogólnie            | Ogólnie            | 29    | 0      | 0            | 0            | 0      | 0      | 0     | 0      | 29    | 0      |
| Motor Lublin       | 2018/2019          | III liga           | 31    | 9      | –            | –            | –      | –      | –     | –      | 31    | 9      |
| Motor Lublin       | 2019/2020          | III liga           | 13    | 0      | –            | –            | –      | –      | –     | –      | 13    | 0      |
| Motor Lublin       | Ogólnie            | Ogólnie            | 45    | 9      | 0            | 0            | 0      | 0      | 0     | 0      | 45    | 9      |
| Lublinianka        | 2019/2020          | IV liga            | 0     | 0      | –            | –            | –      | –      | –     | –      | 0     | 0      |
| Lublinianka        | Ogólnie            | Ogólnie            | 0     | 0      | 0            | 0            | 0      | 0      | 0     | 0      | 0     | 0      |
| Chełmianka Chełm   | 2020/2021          | III liga           | 32    | 10     | –            | –            | –      | –      | –     | –      | 32    | 10     |
| Chełmianka Chełm   | Ogólnie            | Ogólnie            | 32    | 10     | 0            | 0            | 0      | 0      | 0     | 0      | 32    | 10     |
| Lublinianka        | 2021/2022          | IV liga            | 28    | 4      | –            | –            | –      | –      | –     | –      | 28    | 4      |
| Lublinianka        | 2022/2023          | III liga           | 25    | 2      | –            | –            | –      | –      | –     | –      | 25    | 2      |
| Lublinianka        | Ogólnie            | Ogólnie            | 53    | 6      | 0            | 0            | 0      | 0      | 0     | 0      | 53    | 6      |
| Ogólnie w karierze | Ogólnie w karierze | Ogólnie w karierze | 477   | 40     | 39           | 1            | 28     | 3      | 18    | 0      | 562   | 44     |

## Kariera reprezentacyjna
W grudniu 2009 Brzyski, będąc graczem Ruchu Chorzów, został powołany przez selekcjonera Franciszka Smudę do reprezentacji Polski na Puchar Króla Tajlandii 2010. W jego ramach wziął udział w dwóch meczach. 17 stycznia 2010 zagrał w przegranym 1:3 spotkaniu z Danią, w którym pojawił się na boisku na początku drugiej połowy za Piotra Brożka. Trzy dni później wystąpił w wygranym 3:1 pojedynku z gospodarzami imprezy – wszedł na murawę w 89. minucie, zastępując Macieja Rybusa.
5 listopada 2013 został powołany przez trenera reprezentacji Polski Adama Nawałkę na dwa mecze towarzyskie ze Słowacją i Irlandią. 18 stycznia 2014 Norwegom strzelił swoją pierwszą bramkę w reprezentacji Polski na 1:0, ostatecznie Polska wygrała 3:0.

## Statystyki kariery reprezentacyjnej
| Reprezentacja | Rok     | Występy | Gole |
| ------------- | ------- | ------- | ---- |
| Polska        | 2010    | 2       | 0    |
| Polska        | 2013    | 2       | 0    |
| Polska        | 2014    | 3       | 1    |
| Polska        | Ogólnie | 7       | 1    |

| Mecze i gole w reprezentacji | Mecze i gole w reprezentacji | Mecze i gole w reprezentacji           | Mecze i gole w reprezentacji | Mecze i gole w reprezentacji | Mecze i gole w reprezentacji | Mecze i gole w reprezentacji |
| #                            | Data                         | Miasto                                 | Przeciwnik                   | Gol                          | Wynik                        | Rozgrywki                    |
| ---------------------------- | ---------------------------- | -------------------------------------- | ---------------------------- | ---------------------------- | ---------------------------- | ---------------------------- |
| 1.                           | 17 stycznia 2010             | Nakhon Ratchasima, Tajlandia           | Dania                        |                              | 1:3                          | PKT 2010                     |
| 2.                           | 20 stycznia 2010             | Nakhon Ratchasima, Tajlandia           | Tajlandia                    |                              | 3:1                          | PKT 2010                     |
| 3.                           | 15 listopada 2013            | Wrocław, Polska                        | Słowacja                     |                              | 0:2                          | towarzyski                   |
| 4.                           | 19 listopada 2013            | Poznań, Polska                         | Irlandia                     |                              | 0:0                          | towarzyski                   |
| 5.                           | 18 stycznia 2014             | Abu Zabi, Zjednoczone Emiraty Arabskie | Norwegia                     | Gol                          | 3:0                          | towarzyski                   |
| 6.                           | 20 stycznia 2014             | Abu Zabi, Zjednoczone Emiraty Arabskie | Mołdawia                     |                              | 1:0                          | towarzyski                   |
| 7.                           | 5 marca 2014                 | Warszawa, Polska                       | Szkocja                      |                              | 0:1                          | towarzyski                   |

## Sukcesy
- Mistrzostwo Polski: 2012/2013, 2013/2014, 2015/2016
- Puchar Polski: 2012/2013, 2014/2015, 2015/2016